# Laurin & Klement S
Laurin & Klement Typ S — модель австро-угорської компанії Laurin & Klement з Богемії. Виготовлялась до війни і після неї найдовше з усіх моделей компанії (1911–1924). Модель була презентована на Празькому автосалоні 1911 року. Її попередником була модель Laurin & Klement Typ G.
Через тривалий період виробництва з'явилися модифікації Sa — Sp. Колісна база і відповідно довжина шасі з роками збільшилась на 332 мм та на 70 кг зросла вага. Схожим чином робочий об'єм мотору з бічним розміщенням клапанів (SV (Side Valves)) зріс на 642 см³. На шасі встановлювали відкриті і закриті кузови різних типів. У значній мірі завдяки цій моделі компанія Laurin & Klement стала провідною у Австро-Угорщині, причому значна частина машин експортувалась до російської імперії, країн Південної Америки.

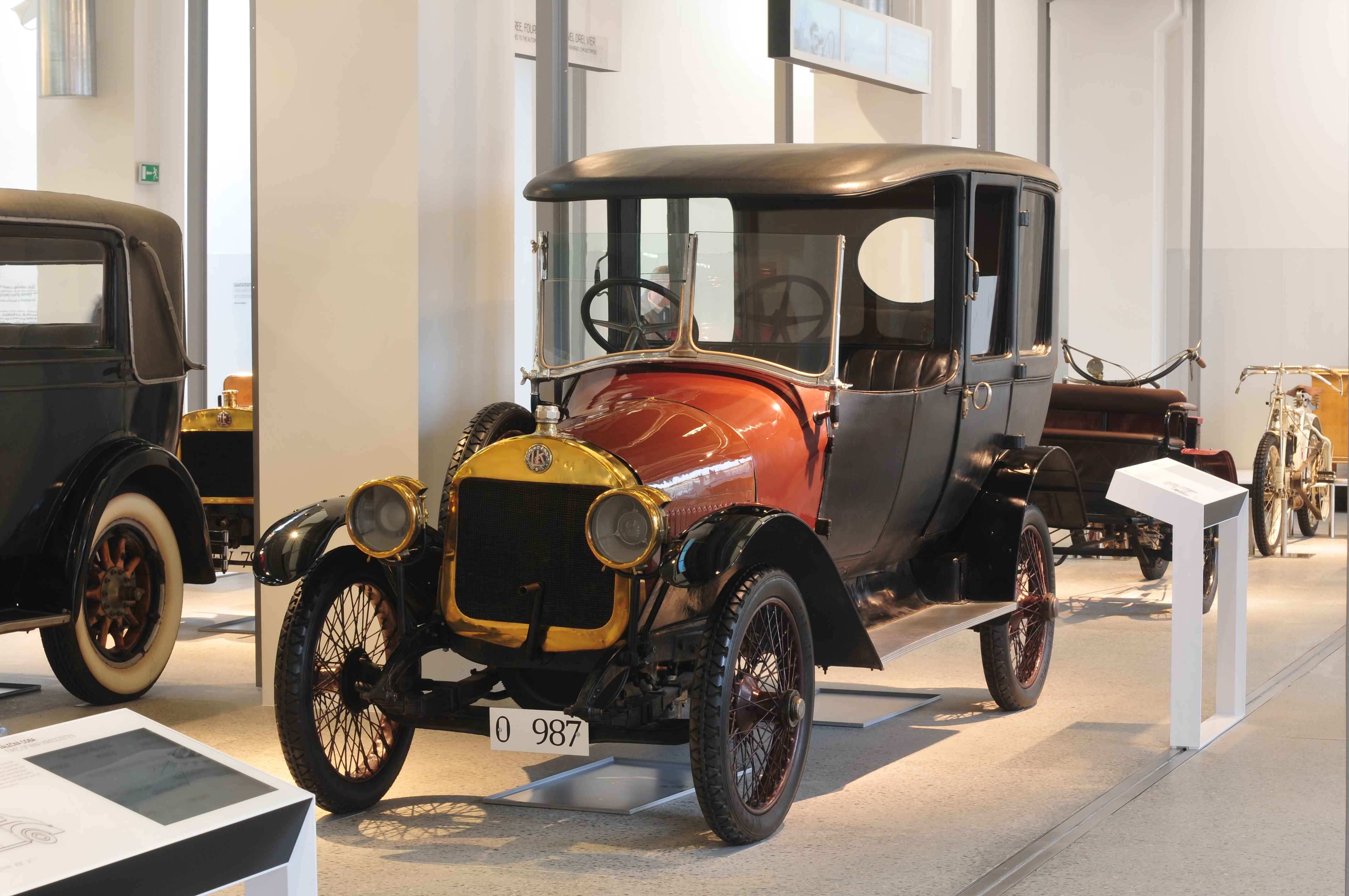
Laurin & Klement Typ S з кузовом ландо. 1913

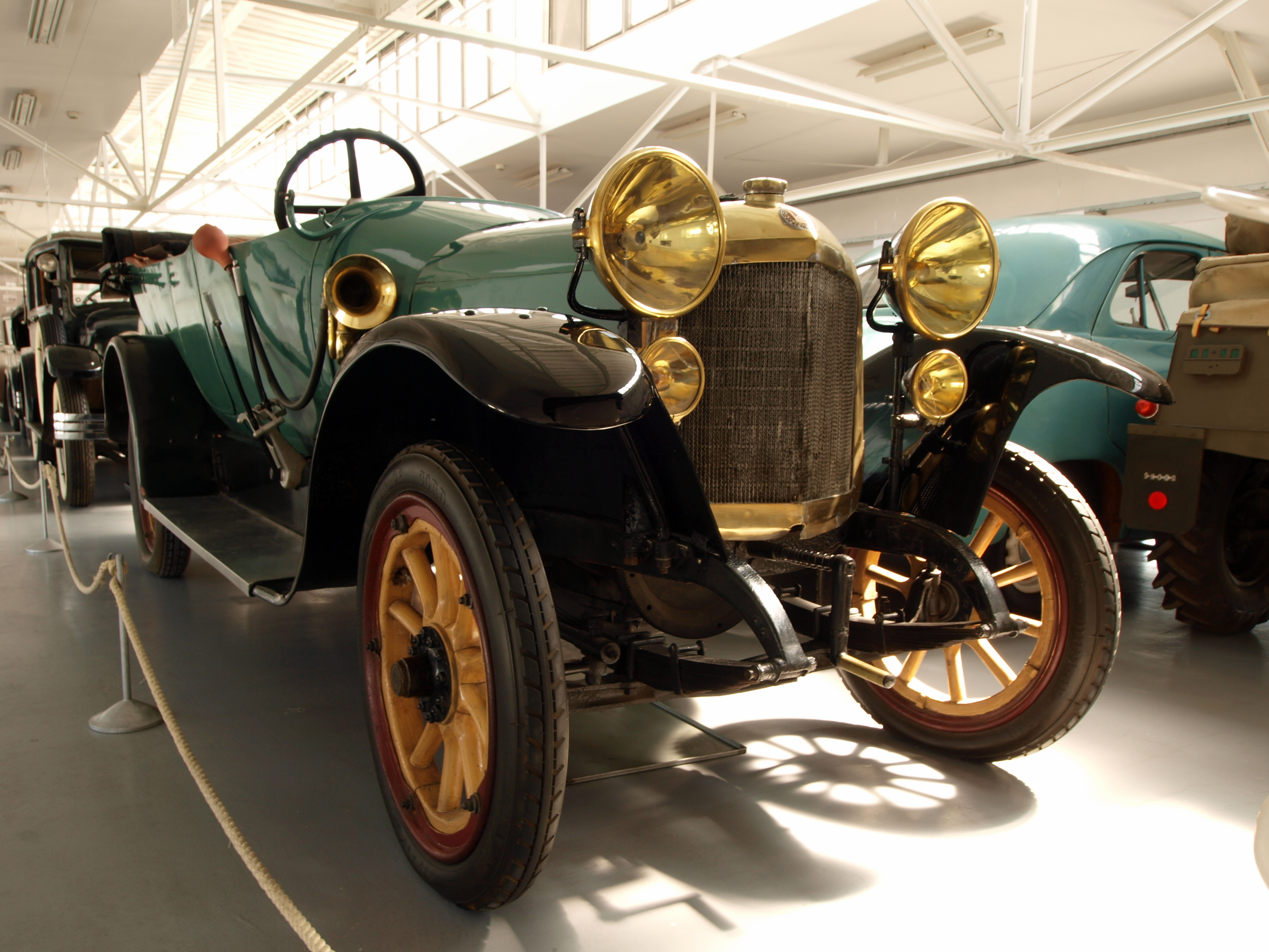
Післявоєнна модифікація Laurin & Klement Typ Sо. 1921

### Автомобілі Laurin & Klement Typ S
|             |           |              |                        |              |                 |              |           |
| Модифікація | Роки в-ва | Об'єм мотору | Параметри циліндрів мм | Швидкість    | Коробка передач | Колісна база | Кількість |
| Typ Sa      | 1911-1912 | 1771 см³     | 70 × 115               | 50-60 км/год | 3-ступін.       | 2688 мм      | 106       |
| Typ Sb      | 1912      | 1771 см³     | 70 × 115               | 50-60 км/год | 4-ступін.       | 2688 мм      | 100       |
| Typ Sc      | 1912-1913 | 1771 см³     | 70 × 115               | 50-60 км/год | 4-ступін.       | 2688 мм      | 105       |
| Typ Sd      | 1913      | 1771 см³     | 70 × 115               | 50-60 км/год | 4-ступін.       | 2688 мм      | 120       |
| Typ Se      | 1913-1914 | 1771 см³     | 70 × 115               | 50-60 км/год | 4-ступін.       | 2688 мм      | 102       |
| Typ Sg      | 1914      | 1847 см³     | 70 × 120               | 55-65 км/год | 4-ступін.       | 2788 мм      | 361       |
| Typ Sh      | 1914-1915 | 2065 см³     | 74 × 120               | 60 км/год    | 4-ступін.       | 3050 мм      | 100       |
| Typ Sk      | 1914-1917 | 2065 см³     | 74 × 120               | 60 км/год    | 4-ступін.       | 3050 мм      | 40        |
| Typ Si      | 1916-1921 | 2065 см³     | 74 × 120               | 60 км/год    | 4-ступін.       | 3050 мм      | 216       |
| Typ Sm      | 1920-1921 | 2065 см³     | 74 × 120               | 60 км/год    | 4-ступін.       | 3050 мм      | 3         |
| Typ So      | 1920-1924 | 2413 см³     | 80 × 120               | 65 км/год    | 4-ступін.       | 3150 мм      | 563       |
| Typ Sp      | 1923-1924 | 2413 см³     | 80 × 120               | 75 км/год    | 4-ступін.       | 3220 мм      | 37        |